# Blair Stockwell
Blair Goldesbrough Stockwell (* 17. Dezember 1949 in Christchurch) ist ein ehemaliger neuseeländischer Radrennfahrer und nationaler Meister im Radsport.

## Sportliche Laufbahn
Stockwell siegte 1976 in der nationalen Meisterschaft im Straßenrennen der Amateure. Er war Teilnehmer der Olympischen Sommerspiele 1972 in München. Beim Sieg von Hennie Kuiper im olympischen Straßenrennen belegte er den 14. Platz. In der Mannschaftsverfolgung schied Neuseeland mit Paul Brydon, Neil Lyster, John Dean und Blair Stockwell in den Vorläufen aus. 
Er gewann dreimal eine Bronzemedaille für Neuseeland bei den Commonwealth Games, 1970 in der Einerverfolgung, sowie in der Mannschaftsverfolgung und 1982 im Einzelzeitfahren. Stockwell gewann dreimal (1972, 1980 und 1984) die Dulux North Island Tour. Im Bahnradsport gewann er den nationalen Titel in der Einerverfolgung 1970 bis 1972. 
1982 erhielt er die Auszeichnung Member of the Order of the British Empire (MBE).